# Michael Jansen (Staatssekretär)
Michael Jansen (* 16. Januar 1941 in Athen) ist ein deutscher Jurist, Regierungsbeamter und Diplomat.

## Leben
Sein Vater war Diplomat. Jansen kam nach einem Rechtswissenschafts-Studium in Bonn, Köln und Washington ebenfalls zum Auswärtigen Amt. Die Jahre 1968 bis 1969 verbrachte er in Paris bei der Verwaltungshochschule ENA als DAAD-Stipendiat. Er war in Spanien, Brüssel und Venezuela tätig. Unter Hans-Dietrich Genscher leitete er das Ministerbüro des Auswärtigen Amtes.
1990 kam er als Generalbevollmächtigter für internationale Konzernaufgaben zur Degussa. In dieser Zeit öffnete das damals in Frankfurt ansässige Unternehmen sein Archiv, um Fragen bezüglich seiner Rolle im Dritten Reich zu beantworten. 2000 wurde er Vorstandsvorsitzender der Stiftung „Erinnerung, Verantwortung und Zukunft“.
Am 1. Juli 2004 ernannte ihn Bundespräsident Horst Köhler zum Staatssekretär und Chef des Bundespräsidialamtes. In dieser Eigenschaft hatte er das ständige Recht zur Teilnahme an allen Kabinettssitzungen der Bundesregierung. Mit dem Erreichen der Altersgrenze von 65 Jahren schied Jansen am 1. März 2006 aus dem Amt aus. Sein Nachfolger wurde Gert Haller.
2008 wurde Jansen von der Bundeskanzlerin für den Kuratoriumsvorsitz der Stiftung „Erinnerung, Verantwortung und Zukunft“ benannt.
Von 2009 bis 2015 war Jansen Kuratoriumsvorsitzender der Stiftung Deutsch-Israelisches Zukunftsforum. Des Weiteren ist er im Kuratorium des Deutsch-Aserbaidschanischen Forums.

## Auszeichnungen
- 2006: Großes Bundesverdienstkreuz